# 日産・80型
日産・80型は、日産自動車がかつて製造していた大型トラック/バンである。
本記事ではその派生型である90型、モデルチェンジ後の180型についても記述する。

## 概要
1937年、日産自動車から日本初のセミキャブオーバー型トラックとして市場に投入された。
同じく1937年より日産自動車横浜工場で生産されたエンジン設計を共用する乗用車の日産・70型と同様に、アメリカのグラハムページ社からトラックの製作図面から加工工作機械までを購入し、車両自体の国産化を目指した。
フロント部分が共通している派生型は「90型」と呼ばれ、バスとして製造された(日本自動車博物館には1937年式の「80型改」として展示されているが、実際はバスではなくトラックのシャシを基に作られた救急車であるためで、バス風の塗装はレストア時に塗り替えられたものである)。
この型以降、トラックは「8」、バスは「9」という数字を持つ型式が1969年発売の「780型トラック」(1976年に生産を終了)まで受け継がれていく(日産ディーゼル(現：UDトラックス)を傘下に置いて以降は市場から撤退しているため、異なる型式を持つ)。
80型トラックは軍用トラックとしても活用されたが、日中戦争の前線に持ち込まれると、耐久性不足のほか、多数の問題が明らかになった。
- 運転席がエンジンの真上にある構造による整備性や冷却の悪さ
- 前輪と運転席の近さによる地雷攻撃からの無防備さ(普通のボンネット型より被害に遭いやすい)
- 他社トラックよりも高速向けで広い前輪トレッド(1672mm)が原因で、悪路の轍をはずれやすい(他車の作った轍に乗れず走りにくい)。
- 中国大陸の都市に当時多く存在した城壁の城門を通過できない広い幅員(他社ボンネットトラックは城門から都市内部に入り込めたが、日産だと城外に止めなければならなかった)
- 在来トラック主流のスプリット型デフより強度があるがリブ部がかさばるバンジョー型デフを装備しており、深い泥濘で地面を引きずる抵抗となる(未舗装の泥濘路通過に支障が大きい。ただしアメリカではバンジョー型が技術的主流となる趨勢からこれのみ改良版の180型でも維持された)

これらの欠点により、兵士からの乗車拒否や陸軍からの発注停止も取り沙汰された。
このため日産は1939年から急遽80型代替のトラック開発に着手し、1941年にボンネット型レイアウト、狭幅前輪トレッド(1500mm)とし、シャーシ構造を大幅に強化した180型へとモデルチェンジを行った。しかし戦時中は資材が枯渇するにつれて簡素な造りになり、1943年以降になると第2次世界大戦に伴い生産中止した時期がある。生産再開するのは1945年、在庫資材を用いて200台生産した後、もとの全鋼製キャブを付けた本格的な生産再開は1946年からであった。その後それぞれの後継となる380型(トラック、1952年発売)、290型(バン、1949年発売)が発売されるまで生産された。
日産ヘリテージコレクションには、1939年から1962年まで三越百貨店に導入された大型バンが展示されている。
また、東京国際消防防災展2023での展示に向けて、180型消防ポンプ自動車が走行可能な状態で再生され、東京消防庁の広報車両として保管された。